# Tim Vermeersch
Tim Vermeersch (Torhout, 4 oktober 1985) is een Belgisch voormalig wielrenner.

## Carrière
Vermeersch werd in 2004 32e op het Belgisch kampioenschap op de weg voor beloften. Het jaar erop reed hij een tegenvallende 62e plaats, zijn beste resultaat dat jaar was een 19e plaats in de GP Waregem. In 2006 won hij zijn eerste wedstrijd, een etappe in de Ronde van Luik. Vermeersch reed in 2007 als stagiair bij Quick Step-Innergetic maar kreeg geen nieuw contract. In 2007 werd hij 22e op het Belgisch kampioenschap voor beloften en won Hasselt-Spa-Hasselt. In 2008 wat zijn laatste jaar werd in het wielrennen won hij de tevens voor het laatst georganiseerde Haspengouwse Pijl.

## Erelijst
2006
- 1e etappe Ronde van Luik

2007
- Hasselt-Spa-Hasselt

2008
- Haspengouwse Pijl

Baguet · Barredo · Bettini   · Boonen · Cretskens · Engels · Facci · Gárate · Grabovski · Hulsmans · de Jongh · Proni · Rosseler · Santaromita · Scarselli · Schwab · Seeldraeyers · Steegmans · Tankink · Tonti · Tosatto · Van De Walle · Van Impe · Van Petegem · Vasseur · Verheyen · Viganò · Visconti · Weylandt · Wynants · Moerman (stagiair) · Neirynck (stagiair) · Vermeersch (stagiair)